# Південна Бессарабія
Південна Бессарабія, в румунській історіографії відома під назвою смуга Кагул — Болград — Ізмаїл (рум. Districtul Cahul, Bolgrad şi Ismail) — область, що займала південну і східну частини історико-географічної області Буджак у південній частині Бессарабії. У 1856 році за підсумками Кримської війни дана територія була повернута Молдавському князівству Російською імперією. У результаті об'єднання Молдови із Волощиною ці землі увійшли до складу васальної Румунії. Берлінський трактат 1878 року повернув цей регіон до складу Російської імперії.

## Політика
Інтерес Молдавського князівства знаходився у площині отримання автономного доступу до басейну Чорного моря. Інтерес країн-переможців Західної коаліції (Велика Британія, Франція, Австрійська імперія) — в обмеженні російського контролю над стратегічно важливою дельтою Дунаю. Тому єдина детальна карта нового кордону князівства була складена в 1856 — 1857 році англійськими чиновниками, у сподіванні зупинити територіальну експансію Росії. Дана територія отримала важливе стратегічне значення за результатами Паризького трактату, коли Росія була змушена передати три південні повіти Молдавського князівства. Після союзу Молдавії з Валахією у 1859 році ця область (адміністративно організована у трьох повітах: Кагул, Болград та Ізмаїл) увійшла до складу нової держави Румунія (до 1866 року — Об'єднане князівство Волощини та Молдови). Після Берлінського мирного договору 1878 року Румунія передала Росії цю територію площею 9 642 км², отримавши натомість Добруджу площею 15 570 км².

## Географія
Смуга Кагул — Ізмаїл — Болград мала площу 10 288 румунських верст (близько 9 642 км²) й населення 127 330 людей. Початкова передача Молдавії була дещо більшою, але Росія домоглася поступки у 329 кв. верст (близько 350 км²) бессарабської землі як компенсацію за втрату Болграда — найбільшого міста регіону. Південна межа проходила Кілійським гирлом Дунаю. На захід природним кордоном регіону була річка Прут, у східній частині — Чорне море. Північна межа була сухопутною, проходячи з півночі на південь лінією Немцень — Болград, потім із заходу на схід по лінії Болград — Тузли (на захід від озера Алібей).
У період румунської окупації Бессарабії (1918 — 1940) цю територію було включено до складу Кагульського та Ізмаїльського повітів королівства Румунія. В сьогоднішній час входить до складу території Республіки Молдова (Кагул) і України (Болград та Ізмаїл).